# Roy Andersson
Roy Arne Lennart Andersson, född 31 mars 1943 på Uddevalla lasarett, uppväxt i Göteborg, är en svensk filmregissör, manusförfattare, filmproducent och reklamfilmmakare. Han slog igenom som långfilmsregissör med ungdomsskildringen En kärlekshistoria (1970) och följde upp med det existentiella dramat Giliap (1975). Under många år ägnade sig Roy Andersson framförallt åt reklamfilm. I de korta reklamfilmerna utvecklade han ett bild- och berättarspråk baserat på långa tagningar i helbild, ett slags tablåer.
Detta filmspråk blev det karaktäristiska för de egensinniga och uppmärksammade filmerna i den trilogi av långfilmer som han gjorde under 2000-talet. Den första filmen i trilogin är Sånger från andra våningen (2000). Den vann bland annat fem Guldbaggar och jurypriset i Cannes. De följande filmerna i trilogin är Du levande (2007) och En duva satt på en gren och funderade på tillvaron; den senare tilldelades – som första svenska film – Guldlejonet vid Filmfestivalen i Venedig 2014.

## Biografi

### Tidiga år och studier
Efter studentexamen på latinlinjen på Hvitfeldtska läroverket i Göteborg 1963 studerade han bland annat historia och dramatik–teater–film vid Lunds universitet och satte där upp pjäsen Sittgöken på Lunds studentteater. 1967 antogs han till den nya Filmskolan vid Svenska Filminstitutet. 1968 kom Den vita sporten, en dokumentärfilm, som handlade om den kritiserade Davis Cup-matchen i tennis i Båstad mellan Rhodesia och Sverige.
Roy Andersson skriver i sin bok Vår tids rädsla för allvar  att han som ung, i slutet av realskolan, fick många starka läsupplevelser och att dessa påverkade honom att vilja bli författare som femtonåring. Vid 17 års ålder hade han fått två korta texter publicerade i Göteborgs-Posten och blivit såpass självkritisk att han aldrig vågade försöka igen. Istället blev det film. En av anledningarna till det var Filmkrönikan på SVT. I ett avsnitt av programmet visades kortfilmer från den kända filmskolan i Łódź i Polen. För Andersson var detta något helt nytt – ett alternativ till, som han själv skriver, "det vanliga utbudet i John Wayne-stil som gick på biograferna".
I samma program berättades det också att en ny filmskola öppnats i Sverige, Filmskolan vid det nystartade Svenska Filminstitutet (senare Dramatiska Institutet). Andersson bestämde sig för att söka sig dit. Han var vid tillfället 18-19 år  och för att kunna bli antagen var man tvungen att vara 24 år gammal. Så i väntan på att uppnå den föreskrivna åldern blev det, som ovan nämnts, Lunds universitet. En annan filmupplevelse som Andersson tar upp som oerhört viktig för sitt eget filmskapande var när ungdomsgården i Jättesten, en förort till Göteborg, visade Vittorio De Sicas Cykeltjuven. Andersson framhäver den stora humanismen i filmen – en faktor, som påverkat honom mycket.

### Genombrott och senare filmer
Roy Andersson fick sitt genombrott 1970, med sin första långfilm En kärlekshistoria, som blev både en kritiker- och publiksuccé. Hans nästa film Giliap kom 1975 och blev betydligt sämre bemött, vilket fick Andersson att dra sig tillbaka från långfilmen. Under de följande 25 åren ägnade han sig åt att regissera reklamfilm. Inom det området blev han framgångsrik och uppmärksammad. 1981 grundade han Studio 24, ett oberoende filmbolag och en studio i centrala Stockholm.
År 2000 kom hans nästa spelfilm Sånger från andra våningen, som han hade arbetat parallellt med under reklamfilmsåren. Filmen hyllades och fick flera priser på guldbaggegalan samt juryns pris under filmfestivalen i Cannes samma år. Även utländska kritiker uppmärksammade filmen. Roger Ebert beskrev den som "en av de underligaste filmer jag någonsin har sett". 2001 promoverades han till hedersdoktor vid Göteborgs universitet. 2007 kom nästa spelfilm Du levande, som fick ett positivt mottagande och bland annat erhöll pris i Schweiz för bästa bidrag i fantasykategorin. Du levande hade premiär (hösten 2007) på svenska biografer.

### Privat och övrigt
Roy Anderssons yngre bror Kjell Andersson är dokumentärfilmare och har bland annat producerat en uppmärksammad film om Sånger från andra våningen.
Roy Andersson var 9 oktober 2010 huvudperson i SVT:s Här är ditt liv.

## Filmskapande

### Långfilmer

#### En kärlekshistoria
En kärlekshistoria (1970) handlar om ett ungt förälskat par och deras tillvaro kontrasterad mot en värld av vuxna. De ungas verklighet ter sig ogästvänlig och i mångt och mycket kylig. Utvecklingen av den svenska välfärdsstaten (frågor om ekonomi, status och så vidare) och alieneringen av människor, både i förhållande till varandra och världen i stort behandlas i filmen genom det unga parets ögon. Filmen var Anderssons första långfilm efter att han avslutat sina studier vid Filmskolan 1969, och mottogs med öppna armar. Kritiker och publik hyllade filmen och vid Berlinale i Berlin fick Anderssons debutfilm inte mindre än fyra priser. Som debuterande långfilmsregissör är det sällan man hittar sin egen prägel med en gång, och detta gäller även för Anderssons regidebut. En kärlekshistoria skiljer sig markant från den stil som vi kommit att förknippa med Roy Anderssons filmer längre fram i hans karriär. Dock, trots det mer klassiska bildspråket, finns drag av den tematik som han fortsatt behandla fram tills idag. I en intervju i SVT:s Filmkrönikan berättade Andersson ”att man kommer aldrig ifrån sitt grundtema – man har ju något i sig som man ständigt går och spinner på”  Enligt honom själv var filmen tänkt att gestalta sanna ögonblick, en tanke som också genomsyrar en stor del av hans senare produktioner, men i En kärlekshistoria yttrar sig detta genom en eftersträvan av äkthet i skådespeleriet istället för att, som kännetecknar Andersson nu, lägga större vikt vid bildkompositionen.

#### Giliap
Giliap (1975)  Anderssons andra långfilm fick ett mycket svalare mottagande jämfört med debuten, både ifrån publik och ifrån kritikerkår, framför allt för att filmen till stor del inspelades i studiobyggen, vilket var rakt emot principerna för den nya, radikala svenska filmvågen, som ville se friare film inspelad på plats i verkligheten, inte som den gamla "stela" studiofilmtraditionen. Ingmar Bergman lär efter en visning av filmen ha sagt att Roy Andersson bör sluta göra film. Giliap innehåller, i likhet med En kärlekshistoria, en hel del samhällskritik men tonen har ändrats och blivit dystrare och lite allvarligare. Historien utspelar sig på ett gammalt hotell och handlar om de olika relationer som uppstår där mellan gästerna och personalen. Andersson säger själv att filmen handlar om vår egen oro inför vår framtid och utsikten att bli en kugge i hjulet och möjligheten att gå mot strömmen. I filmen märker man också hur Andersson går från det mera klassiska bildspråket från sin första film, till de mer tablåliknande långa tagningarna som blivit hans signum.

#### Sånger från andra våningen
Sånger från andra våningen (2000) blev ett stort kliv uppåt för Andersson efter de ljumma recensionerna av Giliap. Sånger från andra våningen vann fem guldbaggar, bästa ljud, bästa manus, bästa foto, bästa regi samt bästa film. Filmen fick även ta emot Juryns specialpris vid filmfestivalen i Cannes samma år. I den här filmen märks det tydligt hur Andersson har skapat sig ett eget uttryck genom den komplexa bilden. Under filmens fulla längd återfinns endast 46 klipp. Han klipper från en scen till nästa, men aldrig inom samma scen. Åskådaren får aldrig några förtydligande närbilder av någonting utan allting presenteras i välkomponerade bilder i djupled. Detta signum har som sagt vuxit fram under Andersson olika reklam- och kortfilmsprojekt och kommer för första gången till användning i en långfilm.
Filmen har ingen speciell protagonist utan handlar mer om en mängd olika människors liv och gärningar, utan någon speciell relation till varandra. Trots att den skiljer sig så pass mycket från de två tidigare filmerna delar de ändå mycket av samma tematik. Människorna blir allt ensammare när världen bara kallnar. Andersson ökade också det samhällskritiska innehållet gentemot de två föregående filmerna, samtidigt som han drog ner på realismen. I scener som exempelvis den när en ung flicka knuffas ner för ett stup, inför representanter från samhället (präster, militär, folk i svarta kostymer eller folkdräkt), rör sig i gränslandet till det surrealistiska. Följden av detta tilltag är dock att kritiken blir knivskarp, nästintill övertydlig.

#### Du levande

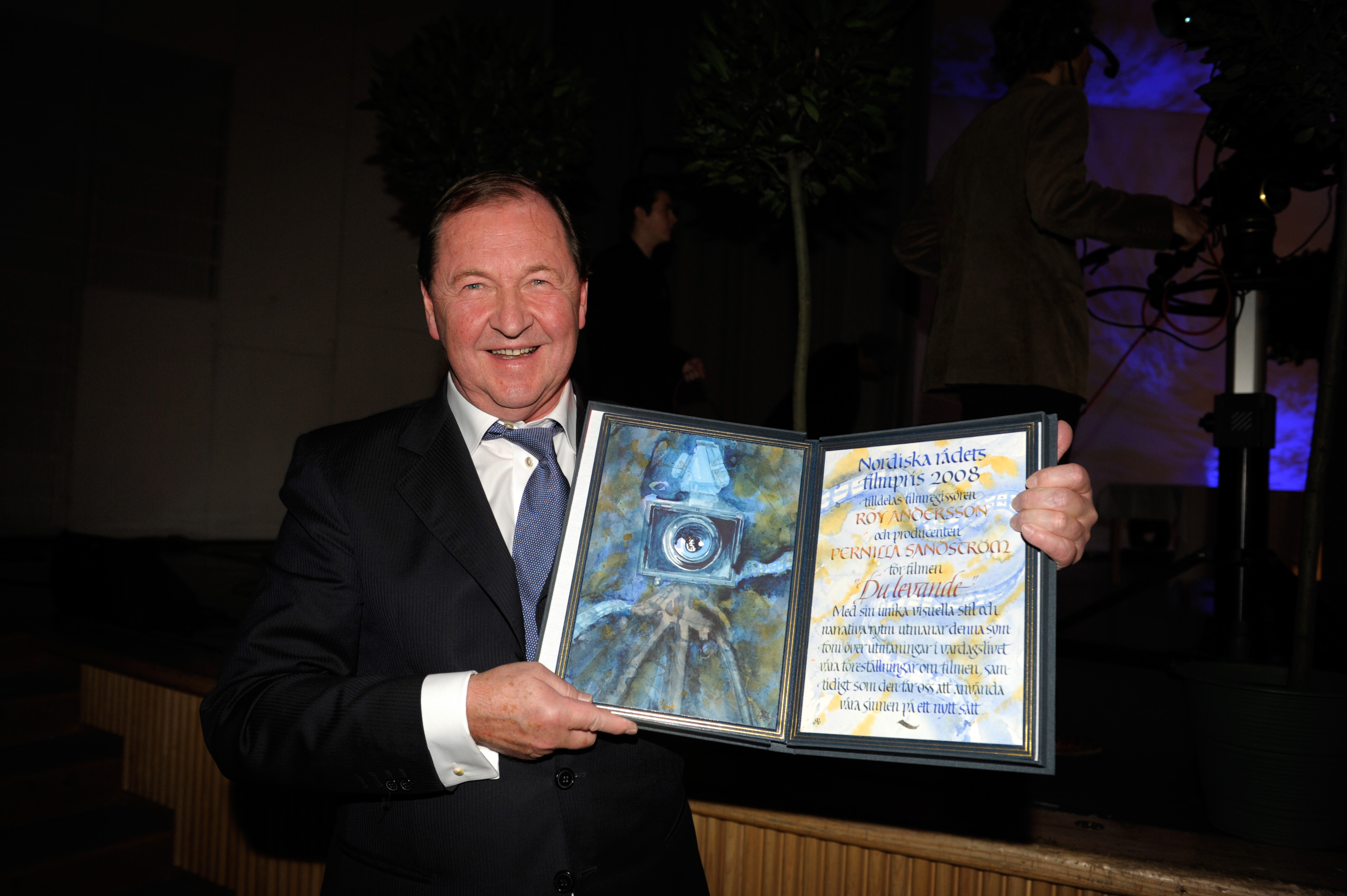
Roy Andersson med Nordiska rådets filmpris, 2008.

Du levande (2007) är också den en uppvisning av Anderssons speciella bildspråk och påminner mycket mer om Sånger från andra våningen än någon av hans andra långfilmer. Också här presenteras en rad rollfigurer som alla har olika problem i sin tillvaro. Filmen inleds med ett citat av Goethe, från vilket filmen också hämtar sin titel: ”Gläds då, du levande, i din ljuvt uppvärmda säng, innan Lethes iskalla våg slickar din flyende fot.” Frasen uppmanar alltså till att glädjas vid att vara vid liv innan det är för sent, men många av människorna i filmen är inte det minsta glada och tillbringar största delen av sin tid med att drömma om ett bättre liv. Samhället de lever i ger dem inte några möjligheter till någon lycka. Genom dessa olyckliga rollfigurers dagdrömmar formulerar alltså Andersson återigen en sylvass kritik, en nagel i ögat på den svenska samhällsbilden. Skillnaden mellan Du levande och Sånger från andra våningen ligger i realismen. Den förstnämnda är inte lika surrealistisk då drömsekvenserna presenteras som just sådana (oftast är de bara verbalt yttrade och visas inte upp i bild), istället för att som i Sånger från andra våningen visa vår verklighet draget till ett absurdum.

#### En duva satt på en gren och funderade på tillvaron
En duva satt på en gren och funderade på tillvaron, är den sista filmen i  "en trilogi om att vara människa" som även innehåller Sånger från andra våningen och Du levande. Filmen hade premiär vid Filmfestivalen i Venedig 2014, där den tilldelades det prestigefyllda priset Guldlejonet som första svenska film någonsin.

#### Om det oändliga
Långfilmen Om det oändliga hade premiär i september 2019 på filmfestivalen i Venedig där den vann priset för bästa regi.

### Kortfilmer
Till de viktigaste kortfilmsproduktionerna från Roy Andersson hör:

#### Någonting har hänt
Någonting har hänt (1987) började som ett beställningsarbete ifrån Socialstyrelsen, där syftet var att ta fram en informationsfilm om Aids och HIV. Ambitionen hos Andersson och det övriga teamet var att göra en så sanningsenlig film som möjligt varpå förberedelsetiden blev sju månader. Den långa perioden av förundersökning och faktainsamling gjorde att produktionsgruppen fick en egen bild av smittans uppkomst och forskningen runt den. Andersson valde att gå på en av östtyska Stasi skapad teori om att amerikansk militär låg bakom viruset. Roy Andersson hävdar i filmen att HIV-viruset i stor sannolikhet uppkommit i den amerikanska militärens laboratorier. Detta var inte en bild som Socialstyrelsen kunde stå bakom, och de drog sig ur projektet, som till slut fick genomföras på egen hand. 
Resultatet blev en film som inte handlar så mycket om sjukdomen i sig, utan mer om samhällets reaktioner och åtgärder kring den. Filmen säger ingenting om sjukdomsförloppet, vilka symptom man kan tänka sig få och så vidare. Det som konstateras i början av filmen är att Aids/HIV är ett nytt virus, som attackerar och bryter ner immunförsvaret och som inte går att bota. Därifrån går filmen vidare med att kritisera de numera helt accepterade teorierna om att smittan skulle ha uppstått i Afrika, hos en speciell sorts apa, och sedan överförts till människan. I flera scener visas inkompetenta läkare och forskare som uttalar sagda teori på ett sådant sätt att teorin blir rasistisk och därtill otänkbar. Andersson och de andra drar i en (för sin råa, obeslöjade kritik) känd scen paralleller mellan medicinforskning som utfördes på utvecklingshindrade barn och medicinska experiment på judar under förintelsen. 
Det senare visas upp i form av en isbassäng där utmärglade människor fryses ihjäl under övervakning av forskare och militär. Allting visas upp till de välkända tonerna av Edvard Persson. Den malplacerade musiken tjänar till att placera detta hemska tillsammans med det familjära och säger oss således att det hemska är kanske inte så främmande som vi vill tro. Regissörens förklaring till denna märkliga kombination är att människorna i Sverige fick lyssna på Edvard Persson medan hemska gärningar pågick. I sitt framträdande i Karlstad (mars, 2009) hävdar han att sådant inte är något ovanligt och att liknande saker händer idag. Andersson hävdar att makthavarna vill att det lätta och trevliga ska leda våra blickar från det allvarliga och farliga. Stilistiskt kan man se filmen, tillsammans med alla reklamfilmer och Härlig är jorden, som ett slags föregångare till de senare långfilmerna.

#### Härlig är jorden
Härlig är jorden (1991), som är Anderssons bidrag till projektet 90 minuter 90-tal, är likt Någonting har hänt uppbyggd kring tablåer av långa tagningar i stillbild och djupfokus. I filmens kända inledningsscen finns också det exempel som Andersson själv tar upp, i boken Vår tids rädsla för allvar, när det kommer till att förklara begreppet med den komplexa bilden. Scenen visar hur en lastbil fylls med skrikande nakna människor, som sedan gasas ihjäl då lastbilen kör. Avgaserna leds in i lastutrymmet. Hela händelsen bevittnas av en grupp välklädda människor som inte ingriper utan ser kallt på. Den objektiva kyla som finns hos dessa åskådare går igen i kamerans sätt att betrakta händelsen. För att öka bildens kraft ytterligare låter Andersson en av männen i bilden (han som senare dyker upp i alla scenerna) vända sig om och blicka rakt in i kameran. Vad detta grepp gör är att bekräfta filmpubliken som närvarande vid händelsen i samma utsträckning som de åskådare som syns på duken. Bilden säger nästan ”du ser också det här, du gör heller ingenting, du låter det hända”. Andersson beskriver anledningen till att göra denna scen i ovan nämnda bok:
| ” | Jag föddes då judeutrotningen gick in i sitt mest intensiva skede. Under mina första två levnadsår gasades miljontals människor ihjäl på det mest bestialiska sätt i ett grannland med läskunnighet och traditioner som påminde mycket om våra egna. Detta har alltid förföljt mig, och gör det fortfarande. Jag skulle vilja säga att jag skäms för detta brott å människans vägnar. Jag känner en slags skuld, trots att jag inte var där. | „ |

Andersson skriver hur han försöker lätta på denna existentiella skuld genom att, med hänvisningar till filosofen Martin Buber, så att säga belysa det förflutna så att det aldrig glöms och på så sätt förhindra att det sker igen.

### Studio 24
Under det långa spelfilmsuppehållet efter Giliap (1975) startade Roy Andersson 1981 eget filmbolag, filmstudio med verkstäder med mera på Sibyllegatan 24, några kvarter ovanför Dramaten på Östermalm i Stockholm i en längtan efter största möjliga oberoende. Bolaget fick namnet Studio 24 och där producerade Andersson en lång rad reklamfilmer och beställningsfilmer, innan han år 2000 återvände till långfilm, som även dessa spelades in i denna studio, där också flera sedermera framstående filmarbetare, såsom regissörerna Björn Runge och Levan Akin assisterat med allehanda som en levande filmskola. 
2002 kompletterades verksamheten med ett eget distributionsbolag, Studio 24 Distribution, för spridning och marknadsföring av främst de egna filmerna och produkterna. På en annan våning i det stora huset finns även Studio 24 Mix, som erbjuder filmredigering och mixning av film utöver de egna produktionerna. Bland de externa filmer som bearbetats i anläggningen de senare åren finns Ruben Östlunds De ofrivilliga (2007), Händelse vid bank (2010) och Play (2011), Stefan Jarls Underkastelsen (2010), Andrea Arnolds brittiska Fish Tank (2009) och Peter Schildts Tusen gånger starkare (2010).

### Övriga projekt
Lyckad nedfrysning av herr Moro var ett projekt beställt av Stockholms landsting för att öka intresset för vårdutbildningen, som tappade alltfler sökande varje år. Attityden bland ungdomar gentemot utbildningen hade blivit att det var en utbildning för de med lägre betyg, och kallades således ”dumlinjen”. Att detta var ett problem som var tvunget att lösas var uppenbart då behovet av vårdpersonal spåddes öka inom ett par år. Andersson och hans medarbetare tillfrågades och tackade ja, och detta mynnade då ut i Lyckad nedfrysning av herr Moro. Projektets titel kommer ifrån en bild Andersson sett i en fotobok, föreställande en prydligt klädd man infryst i ett stort isblock. Texten till bilden säger just Mr. Moro successfully frozen in a cake of ice. Bilden kom att ingå i den bok, med samlade texter och bilder, som senare blev resultatet av projektet. Utöver den boken ingick även en film, affischer och broschyrer. Boken innehöll som sagt olika bilder och texter som syftade till att se på historien och placera in vårdyrket i en större humanistisk kontext. Bland texterna fanns bland annat verk av Buber och Sartre presenterade. Tydligen var detta för svårt och stort för många och kritiken mot projektet var hård. Obegripligt slöseri med skattepengar sades det. I Vår tids rädsla för allvar bemöter Andersson kritiken och menar att just det faktum att den kritiseras på det sättet bevisar projektets grundtanke. Projektet var tänkt att pågå under tre år men avbröts efter knappt halva tiden. När så landstingsstyrelsen fick borgerlig ledning hösten 1991 såg nya landstingschefen Knut Nilsson till att sätta stopp för detta ”slöseri med skattepengar”. Emellertid trycktes boken i en begränsad upplaga och delades ut till skolklasser i Stockholm; en del skolor mottog hela klassuppsättningar av boken.
Ett annat projekt som löpte parallellt med Moro-projektet handlade om de två syskonen Sophie Scholl och Hans Scholl och deras motståndsrörelse Vita rosen, och sedermera deras avrättning, under naziregimen i Tyskland. Projektet kom att bestå i en tolvsidig broschyr med notiser om avrättningen i svenska tidningar, bilder på syskonen, bilder från nazistpartiets möten samt bilder från Karl XII:s dödsdag (som firas av svenska nynazister varje år). Just det firandet, tillsammans med vandaliseringen av judiska gravar samma år (1991) gav upphov till projektet. Dagens Nyheter sa sig vilja ge ut broschyren, med hjälp av landstinget, som drog sig ur och det hela slutade med att broschyren inte kunde publiceras förrän året efter det planerade datumet, och då med endast Dagens Nyheter som finansiär.

## Produktioner

### Filmregi
- 1967 – Besöka sin son (elevfilm)
- 1968 – Den vita sporten (dokumentär, medregi)
- 1968 – Hämta en cykel (elevfilm)
- 1969 – Lördagen den 5-10 (elevfilm)
- 1970 – En kärlekshistoria
- 1975 – Giliap
- 1979 – Så fruktansvärt onödigt (dokumentär)
- 1980 – Tryggare kan ingen vara (kortfilm)
- 1987 – Någonting har hänt (kortfilm)
- 1991 – Härlig är jorden (kortfilm)
- 2000 – Sånger från andra våningen
- 2007 – Du levande
- 2014 – En duva satt på en gren och funderade på tillvaron
- 2019 – Om det oändliga

### Böcker
- Lyckad nedfrysning av herr Moro, redaktörer: Roy Andersson, Kalle Boman och Istvan Borbas 1994
- Vår tids rädsla för allvar (tidskriften Filmkonst #33), av Roy Andersson - 1997, nyutgåva 2006
- Filmen som kunskapskälla: rapport från seminarium i Åtvidaberg den 16 juli 2000, red. Svante Kolsgård och Roy Andersson. - 2001. - ISBN 91-631-1216-7
- Passionen för det reala: nya rum (texter av Roy Andersson m.fl.), Göteborgs universitet. - 2010. - ISBN 978-91-978475-1-3

## Utmärkelser och i kulturen
- Stig Dagermanpriset (2000)
- Filmfestivalen i Cannes – Jury Prize (2000) för Sånger från andra våningen
- Chicago International Film Festival – silverplakett för Du levande
- Humanistiska föreningens Ugglepris 2007
- Nordiska rådets filmpris år 2008 för Du levande
- Jan Myrdals stora pris – Leninpriset 2010[17]
- Guldlejonet 2014 för En duva satt på en gren och funderade på tillvaron
- Bio Roy (namnändring 2008, delvis som hyllning till Roy Andersson[18])
- Guldbaggen – 2001 (Bästa manuskript och Bästa regi, för Sånger från andra våningen[19]), 2008 (Bästa manuskript och Bästa regi, för Du levande[19])